# Инциденти в България по време на въздушните удари на НАТО срещу Югославия
По време на въздушните удари на НАТО срещу Югославия на 28 април 1999 г. около 22 ч. противорадарна ракета AGM-88 HARM поразява покрива на къща в кв. „Горна баня“ в София. Други 2 такива ракети падат над територията на страната край Брезник и Трън на 1 май 1999 г.

## Версии
Инцидентът в Горна Баня остава неизяснен, като остават няколко версии за случилото се.
1. Пилотска грешка. След като самолетът е засякъл сигнала на радарната инсталация на поделението в кв. Горна Баня, ракетата погрешно е изстреляна по посока на България.
2. Технологична грешка. Ракетата се е отклонила от зададената цел и е паднала след като горивото й е свършило.[3].

## Реакции
Тогавашният президент на Република България Петър Стоянов се опитва да тушира във вътрешнополитически план последствията от инцидента.
Със заповед на началника на Генералния щаб на Българската армия ген.-полк. Михо Михов от 3 май 1999 г. в резултат от бомбардировката българската ПВО по линията Пловдив – Плевен е поставена в повишена бойна готовност. Самият Михов след години неведнъж споменава, че е бил против бомбардировките над Югославия.
Първоначално и излиза информация по медиите, че инцидентът е сръбска провокация към България заради осигурения от последната въздушен коридор за самолети на НАТО излитащи от военновъздушната база Инджирлик. Още на следващия ден тази информация е опровергана.

## Изясняване на инцидента
Съпровождан е през цялото време от българската ПВО и при навлизането си на българска територия, както и три минути след влизане в българското въздушно пространство, но поради рязкото му снижаване и увеличаване на скоростта бил загубен. 
В резултат от инцидента, България обявява че зони забранени за полети на НАТО са АЕЦ „Козлодуй“, химическите заводи в Девня и Враца, Нефтохим, Плама-Плевен, както и градските зони на София, Пловдив, Варна, Бургас, Русе, Стара Загора и Плевен. 
Руското външно министерство по повод на инцидента излиза с изявление, че „така нареченото случайно падане на ракети на НАТО“ е повод за дълбока тревога.